# Кимврийска война
Кимврийската война (113 – 101 пр.н.е.) е сблъсък между Римската република и германските племена на кимврите и тевтоните, които мигрират от Северна Европа към териториите, контролирани от римляните. При Кимврийската война за пръв път от времето на Втората пуническа война, Италия и самият град Рим са под сериозна опасност.
Войната има голям ефект върху вътрешнодържавната политика на Рим и организацията на римската армия. Също така тази война допринася изключително много за политическата кариера на Гай Марий. Тази заплаха заедно с Югуртинската война подтикват Марий да направи реформа на римските легиони.
Римската република е краен победител, а германските племена (които донасят на Рим най-тежките загуби от времето на Втората пуническа война) са почти напълно унищожени след битките при Аква Секстия и Верцела.

## Миграцията
По неизвестни причини (вероятно заради климатични промени) около 120 – 115 пр.н.е., кимврите напускат територията която обитават при Балтийско море на полуостров Ютланд и Южна Скандинавия и тръгват на югоизток, като скоро се присъединяват към техните съседи тевтоните. Двете племена заедно побеждават скордиските и боите – много хора от които вероятно се присъединяват към тях след загубите. През 113 пр.н.е. достигат Дунав и Норик територии на съюзническото на Рим племе – тавриски (Taurisci). Тавриските не са в състояние сами да отблъснат тези нови силни нашественици и се обръщат с искане за помощ от Римската република.

## Войната

### Първи римски загуби
На следващата година консула Гней Папирий Карбон повежда легиони към Норик. След тази демонстрация на сила и след като взима отбранителна позиция, консулът настоява кимврите и техните съюзници да напуснат веднага и без никакви уговорки провинцията. Кимврите първоначално са съгласни за мирно разрешаване на спора, но след като разбират за това че Карбон им е устроил засада, разгневени от римското двуличие атакуват. В последвалата битка при Норея римската армия е разгромена, а самия Карбон едва спасява живота си с бягство.
Италия сега е отворена за инвазия, но по някаква причина германските племена вместо да навлезат в незащитената римска територия, се насочват на запад през Алпитете към Галия. През 109 пр.н.е. те нахлуват в провинцията Нарбонска Галия и побеждават римска армия командвана от Марк Юний Силан. През 107 пр.н.е. римляните търпят нова загуба в битка при Бурдигала (днес Бордо), този път от племето тигурини (Tigurines) – съюзили се с кимврите от времето на прехода им през Алпите, като в битката е убит и римския командир Луций Касий Лонгин.

#### Разгром при Аравзио
През 105 пр.н.е. в Рим новият консул Гней Малий Максим и проконсула Квинт Сервилий Цепион събират огромна армия със задачата да решат проблема с племената веднъж и завинаги. От Втората пуническа война не е събирана толкова голяма сила наброяваща около 80 000 души и много помощни войски. Римляните разпределят силите в две армии за всеки един от двамата консули.
Консулите повеждат армиите си към река Рона, но тъй като Максим и Цепион не са в добри отношения вдигат два отделни лагера от двете страни на реката. По този начин армиите отделени една от друга са отворени за атака, без да могат да си помагат взаимно. Самонадеяният Цепион глупаво напада племената без подкрепата на Максим и е напълно разгромен, като германците превземат и оставения без защита римски лагер. След това изолираните и деморализирани войски на Максим стават лесна плячка и са разбити от племената. Хиляди са убитите римски войници, които отчаяно се опитват да се прегрупират и отбраняват зле позиционирания римски лагер. Само Цепион, Максим и няколкостотин от римските войници успяват да се спасят от касапницата с отчаяно бягство. Поражението в битката при Аравзио е най-тежкото за римляните от битката при Кана насам; всъщност поражението и дългосрочните последици са много по-големи. За кимврите и тевтоните това (макар и временно) е огромна победа. Вместо незабавно да съберат съюзниците си и да нахлуят в незащитената Италия, кимврите се насочват към Римска Испания, а тевтоните остават в Галия. Каква е причината племената отново да не нападнат Италия остава загадка. Вероятно са мислили, че по-лесно ще могат да грабят в Испания и Галия, но това не е сигурно. Възможно е също, заради своята безразсъдна тактика при боевете срещу римляните кимврите и тевтоните да са претърпели тежки загуби в редиците си и по-тази причина да не се смятат за достатъчно силни все още да пренесат войната на „домашната“ територия на римляните. Теодор Момзен описва метода на племената за водене на битките и въоръжението им. За сега германците имат успех в битките си срещу римляните, но за тяхно нещастие скоро ще се изправят срещу един от най-способните римски военачалници, който е начело на нова и много по-смъртоносна римска армия.

### Марий поема командването

#### Реформи на Марий
След разгрома при Аравзио страхът обхваща Римската република, римските граждани очакват племената да се появят всеки един момент пред стените на Рим. В тази атмосфера на ужас и страх е обявено извънредно положение, конституцията е загърбена и Гай Марий – победителят в Югуртинската война е избран за консул и в разрез със закона безпрецедентните пет пъти един след друг (започващи от 104 пр.н.е.). Заради унищожението на римските сили при Аравзио и под натиска на кризата, Марий има свобода на действие да изгради нова армия както сметне за добре.
До този момент армията се състои от богати и имотни хора, но по-скоро е като милиция, а не като професионална армия. Марий променя това като в армията започват да се набират здрави физически и безимотни доброволци от средите на най-низшите класи в Рим – пролетариите. Освен това е въведено заплащане за прослуженото в армията време. Парите са били набавяни от хазната на Рим. Той подобрява и стандартизира обучението, армията се въоръжава с по-качествени оръжия и брони; подобрява се армейското оборудване като цяло и се променя командната структура в легиона. Напълно комплектован легион се състоял примерно от 6000 души, от които само 5200 били войните. Останалите се класифицирали като невоенни. Легионът се разделял на 10 кохорти от по 6 центурии всяка и 10 центурия в първа кохорта. Центурия се състоял от 80 души и се делил на групи по 8 души (на латински: contubernia), които живеят заедно. Центурия в битка, в марш и в лагера действа като бойна единица. Носи със себе си своето оръжие, лични вещи, продоволствие. Тези единици намалили обема на обоза и армията станала по-мобилна. Наред с тези промени се променят също символите и щандартите на легионите – като например „орела“ (Aquila), който легионерите почитали и никога не разрешавали да попадне във вражески ръце. След тези промени римската пехота става вероятно първата професионална армия в историята.
Грешката, която правят кимври и тевтони след по-ранните си победи над римляните (да не нападат Италия), дава време на Марий да завърши реформите си и да обучи нова армия. Племената скоро щели да се изправят срещу новата римска армия – една изключително добре тренирана, високо квалифицирана и съставена от професионални войници сила, под командването на блестящ и безмилостен генерал.

#### Победа на Рим
През 102 пр.н.е. Марий е готов да се изправи щрещу германите. Той избира местоположението много внимателно и издига добре окрепен лагер на върха на хълм близо до Аква Секстия, където подмамва тевтоните и техните съюзници амброни (Ambrones) да го нападнат. По време на атаката на племената срещу римския лагер, германците са нападнати в тил от специално избрана сила от пет римски кохорти, които се криели дотогава в близката гора. Тевтоните са разгромени и изклани а техния крал Тевтобод е пленен от римляните. Но битката при Аква Секстия не решава проблема. Въпреки че тевтоните са разгромени, кимврите си оставали сериозна заплаха.
През 101 пр.н.е. кимврите се завръщат в Галия и се подготвят за решителна битка срещу римската армия. За първи път те преминават през Алпите, но втория римски консул за годината Квинт Лутаций Катул не успява да се укрепи в алпийските проходи и скоро е принуден да спасява живота си с бягство през река По от настъпващите кимври. Бягството на Катул оставя района без защита и отворен за нашествие и грабежи. Германите прекарват известно време в разграбване на плодородния регион, което дава време на Гай Марий да пристигне с подкрепление – победоносните римски легиони от битката при Аква Секстия. Битката се провежда при Верцела на равнинна местност, където превъзходството на новата професионална римска пехота и кавалерия си проличава изключително добре. В опустошителната битка кимврите са напълно унищожени, като в клането загиват и техните лидери Боиорикс (Boiorix) и Лугий (Lugius). Оцелелите жени от племето се самоубиват, като преди това убиват и децата си за да избегнат робство. По този начин войната, която започва с миграцията на племената завършва с тяхното пълно поражение и масово самоубийство.

## Последици
Племената не са напълно заличени от историята. Малка популация от кимври и тевтони остават в северните части на Ютланд, Южна Скандинавия и бреговете на Балтийско море и обитават тези територии поне до I век. Техните съюзници боите с които те се смесват се установяват в Южна Галия и Германия и се сражават срещу Юлий Цезар (племенник на Марий) в неговите Галски войни.
Политическите последици от войната оказват незабавно и трайно влияние над Рим. Края на Кимврийската война, бележи началото на съперничеството между Гай Марий и Луций Корнелий Сула, съперничество което впоследствие води до първата война между Сула и Марий. Освен това след победата при Верцела и без да иска разрешението на сената, Марий дава римско гражданство на легионерите от италианските съюзници. Отсега нататък всички „италиански легиони“ стават „римски легиони“ и съюзническите на Рим италиански градове на полуострова постепенно започват да изискват все по-голяма роля във външната политика на републиката. От своя страна тези увеличаващи се изисквания на социите (socii) ще доведат до т.нар. Съюзническа война през 91 пр.н.е.